# Tăng huyết áp thai kỳ
Tăng huyết áp thai kỳ hoặc tăng huyết áp do mang thai (PIH) là sự phát triển của tăng huyết áp mới ở phụ nữ mang thai sau 20 tuần thai mà không có protein trong nước tiểu hoặc các dấu hiệu tiền sản giật khác. Tăng huyết áp thai kỳ được định nghĩa là có huyết áp lớn hơn 140/90 trong hai lần đo riêng biệt cách nhau ít nhất 6 giờ.  

## Dấu hiệu và triệu chứng
Hiện tại vẫn chưa có xét nghiệm chẩn đoán duy nhất tồn tại để dự đoán khả năng phát triển tăng huyết áp thai kỳ. Huyết áp cao là dấu hiệu chính trong chẩn đoán tăng huyết áp thai kỳ. Một số phụ nữ bị tăng huyết áp thai kỳ có thể không có triệu chứng, nhưng một số triệu chứng có liên quan đến tình trạng này. 

## Điều trị
Hiện tại chưa có điều trị cụ thể, nhưng được theo dõi chặt chẽ để nhanh chóng xác định tiền sản giật và các biến chứng đe dọa tính mạng của nó (hội chứng HELLP và sản giật).
Lựa chọn điều trị bằng thuốc bị hạn chế, vì nhiều thuốc chống tăng huyết áp có thể ảnh hưởng tiêu cực đến thai nhi. Methyldopa, hydralazine và labetol thường được sử dụng nhất cho bệnh tăng huyết áp thai kỳ nghiêm trọng.     

Thai nhi có nguy cơ cao đối với một loạt các tình trạng đe dọa tính mạng, bao gồm cả giảm sản phổi (phổi chưa trưởng thành). Nếu các biến chứng nguy hiểm xuất hiện sau khi thai nhi đạt đến điểm khả thi, mặc dù vẫn chưa trưởng thành, thì việc sinh nở sớm có thể được bảo đảm để cứu mạng sống của cả người mẹ và bé. Một kế hoạch thích hợp cho chuyển dạ và sinh con bao gồm lựa chọn một bệnh viện với các điều khoản hỗ trợ cuộc sống tiên tiến cho trẻ sơ sinh.